# Рутарь, Симон
Симон Рутарь (словен. Simon Rutar) — словенский писатель и историк (12 октября 1851—3 мая 1903, Любляна).
Из многочисленных статей Рутаря на словенском, немецком и хорватском языках, часть которых издана «Словенской Матицей», особенно замечательны монография об итальянских словенцах: «Beneška Slovenija» и статьи: «Slovenske narodne pesni» («Ljubljanski Zvon», 1883).

## Личность и взгляды
Симон часто оставлял свои работы — как научные, так и прочие — в черновиках и набросках, не дописывая их. В молодости это происходило от недисциплинированности автора, а в его последние годы — по причине проблем со здоровьем. Некоторые узкие темы, например, работы по словенским поселениям X века, были оценены только историками последующих поколений.
Рутарь сотрудничал и с католическими, и с радикальными журналами, стараясь не участвовать в политических диспутах своего времени. Он считал себя словенским и австрийским патриотом, отвергая идеологии панславизма и национализма, критиковал итальянский ирредентизм. Был близким другом и соседом (их деревни располагались недалеко друг от друга) словенского поэта Симона Грегорчича, который после смерти своего друга посвятил ему стихотворение.